# Acantholipan gonzalezi
Acantholipan Rivera-Sylva et al, 2018 (il cui nome significa "spina di Lápai-Ndé'") è un genere estinto di dinosauro ornithischio nodosauride vissuto nel Cretaceo superiore, circa 83.6 milioni di anni fa (Santoniano), in quello che oggi è il Messico. Il genere contiene una singola specie, ossia A. gonzalezi.

## Scoperta e nomenclatura
Nel nord del Messico sono stati ritrovati diversi fossili frammentari di nodosauridi. Uno scheletro parziale, ritrovato a Los Primos vicino a San Miguel a Coahuila, venne descritto nel 2011. Quando Rivera-Sylva e colleghi hanno riportato la scoperta di questo esemplare, CPC 272, inizialmente lo definirono troppo frammentario per istituirci una specie sopra. Successivamente, questi resti vennero giudicati come sufficientemente diagnostici per ricevere un nome binomiale.
Nel 2018, la specie tipo Acantholipan gonzalezi venne nominata da Héctor Eduardo Rivera-Sylva, Eberhard Frey, Wolfgang Stinnesbeck, Gerardo Carbot-Chanona, Iván Erick Sanchez-Uribe e José Rubén Guzmán-Gutiárrez. Il nome generico combina il termine greco akanthos, "spina", con lipan, la denominazione spagnola dei Lápai-Ndé, il "Popolo Grigio", una tribù Apache che abita l'area del ritrovamento. Il nome specifico, gonzalezi, onora il paleontologo messicano Arturo Homero González-González, il presidente del Museo del Desierto a Saltillo. Acantholipan è anche la prima specie di ankylosauro scoperta in Messico.
L'esemplare olotipico, CPC 272, è stato ritrovato in uno strato marino della Formazione di Penna e risale al Santoniano. L'esemplare consiste in uno scheletro parziale privo del cranio. I suoi resti includono una vertebra dorsale, una vertebra caudale, un pezzo di una costola, la parte inferiore dell'omero sinistro, un'ulna superiore sinistra, la parte inferiore del femore sinistro e un osteoderma dorsale posteriore. Il fossile fa parte della Colección Paleontológica de Coahuila, Museo del Desierto, Saltillo.